# Elantxobe
Elantxobe – gmina w Hiszpanii, w prowincji Biskaja, w Kraju Basków, o powierzchni 1,85 km². W 2011 roku gmina liczyła 402 mieszkańców.